# Білашівська школа
Навчально-виховний комплекс «Білашівська загальноосвітня школа І-ІІІ ступенів — дитячий садок» — навчальний заклад у с. Білашів Острозького району Рівненської області.

## Школа зараз
У статусі — НВК Білашівська ЗОШ І-ІІІст.- дитячий садок" заклад функціонує з квітня 2011 р., з 2003 по квітень 2011 року — це загальноосвітня школа І-ІІІ ступенів, а до цього — ЗОШ І-ІІ ст., восьмирічна, семирічна школа. У 2011 році навчальному закладу виповнилось 100 років. 
Організація навчально-виховного процесу: — забезпечення реалізації навчальних планів та програм для загальноосвітніх шкіл І-ІІІ ст.. та дитячих садків; — реалізація Програми національного виховання на 2008–2020 роки; — забезпечення функціонування системи учнівського врядування: шкільний парламент (5 — 11 класи).
Навчально-виховний процес для 110 учнів та 20
вихованців дитячого садка здійснюється в одну зміну в приміщенні НВК загальною площею 1 571кв.м. Дитячий садок займає площу 67, 3кв.м.
У школі є кабінет інформатики, в якому розміщені 11 комп'ютерів, що підключені до мережі «Інтернет», є електронна пошта.
Педагогічний колектив працює над реалізацією науково-методичної проблемної теми «Особистісно-орієнтований підхід до розвитку, виховання та навчання дітей через впровадження нових педагогічних технологій».
Організовано роботу методичних об'єднань: вчителів початкових класів та вихователів дитячого садка; вчителів суспільно-гуманітарних дисциплін; вчителів природничо-математичних наук; класних керівників, а також діє психолого-педагогічний семінар, школа молодого вчителя.
Працюють предметні гуртки, спортивні секції, вокальний гурток та гурток з християнської етики.
Всі педагоги мають вищу педагогічну освіту. За кваліфікаційною категорією: вища — 8, перша — 4, друга — 5. 4 вчителів мають звання «Старший вчитель» і 2 — «Вчитель-методист».

## Історія школи
За спогадами старожилів школа була заснована 1911 року.Під час війни була частково зруйнована(весь дрий поверх), після війни було створено надбудову, дерев'яний другий поверх("Голуб'ятник"), (в якому навчалося 2 класи).Сучасного вигляду школа набула в 1979 року завдяки старанням директора школи Харченко Т. Р. та тодішнього районного партійного керівника Прищепи В. К., тоді було зроблено добудову приміщення школи(другий поверх), побудовано спортивний зал, їдальню, столярну і слюсарну майстерні. 

## Директори Школи
- Сучик Роман Павлович(вч. історії);
- Кучерук Володимир Петрович(вч. укр. мови та літ.)
- Харченко Олексій Федорович(вч. історії)(1969–1977 р.)(†);
- Харченко Тетяна Радіонівна(вч. укр. мови та літ.)(1977–1993 р.);
- Защик Ганна Іллівна (вч. математики)(1993 р.-2015р.);
- Варишнюк Володимир Лукашович в.о.(вч.географії)(2015р.-2016р.)
- Соболюк Алла Петрівна(вч. історії)(2016р.-...)

## Дирекція школи
Директор — Соболюк Алла Петрівна  

Заступник директора з навчальної частини — Варишнюк Володимир Лукашович, 1954 року народження.
Освіта вища .На посаді заступника директора з 1993 року.закінчив Рівненський державний педагогічний інститут (вчитель географії). Має вищу кваліфікаційну категорію, звання «Старший вчитель». 

Заступник директора з виховної частини — Ковальчук Раїса Мефодіївна, 1963 року народження. Освіта вища.на посаді заступника директора з 2008 року. Закінчила Рівненський державний педагогічний інститут (вчитель російської мови та літератури, світової літератури). Має вищу кваліфікаційну категорію, звання «Вчитель-методист». Керівник районного методичного об'єднання вчителів світової літератури.

## Вчителі Школи

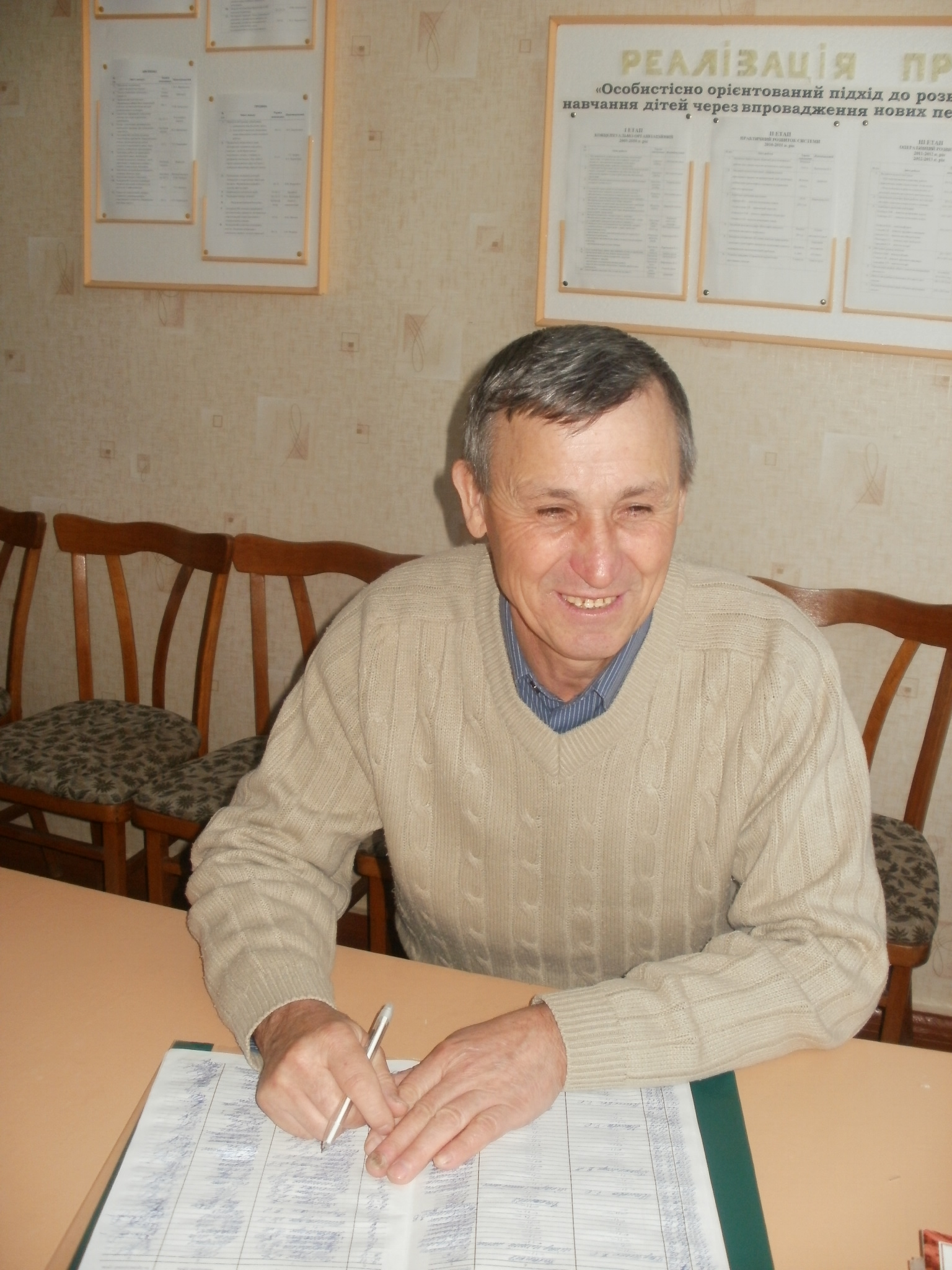
Заступник директора з навчальної роботи Варишнюк В. Л.
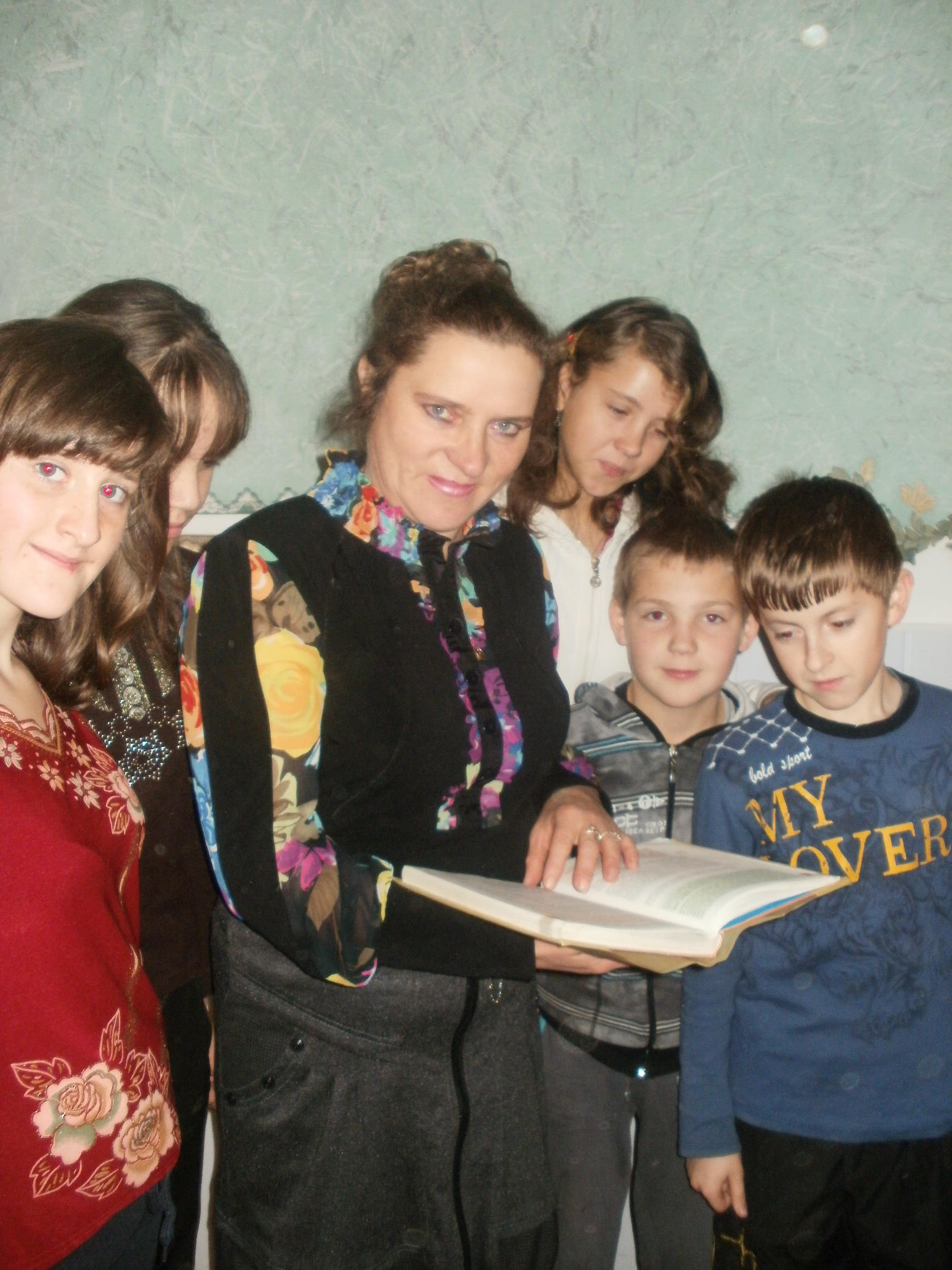
Заступник директора з виховної роботи Ковальчук Р. М.
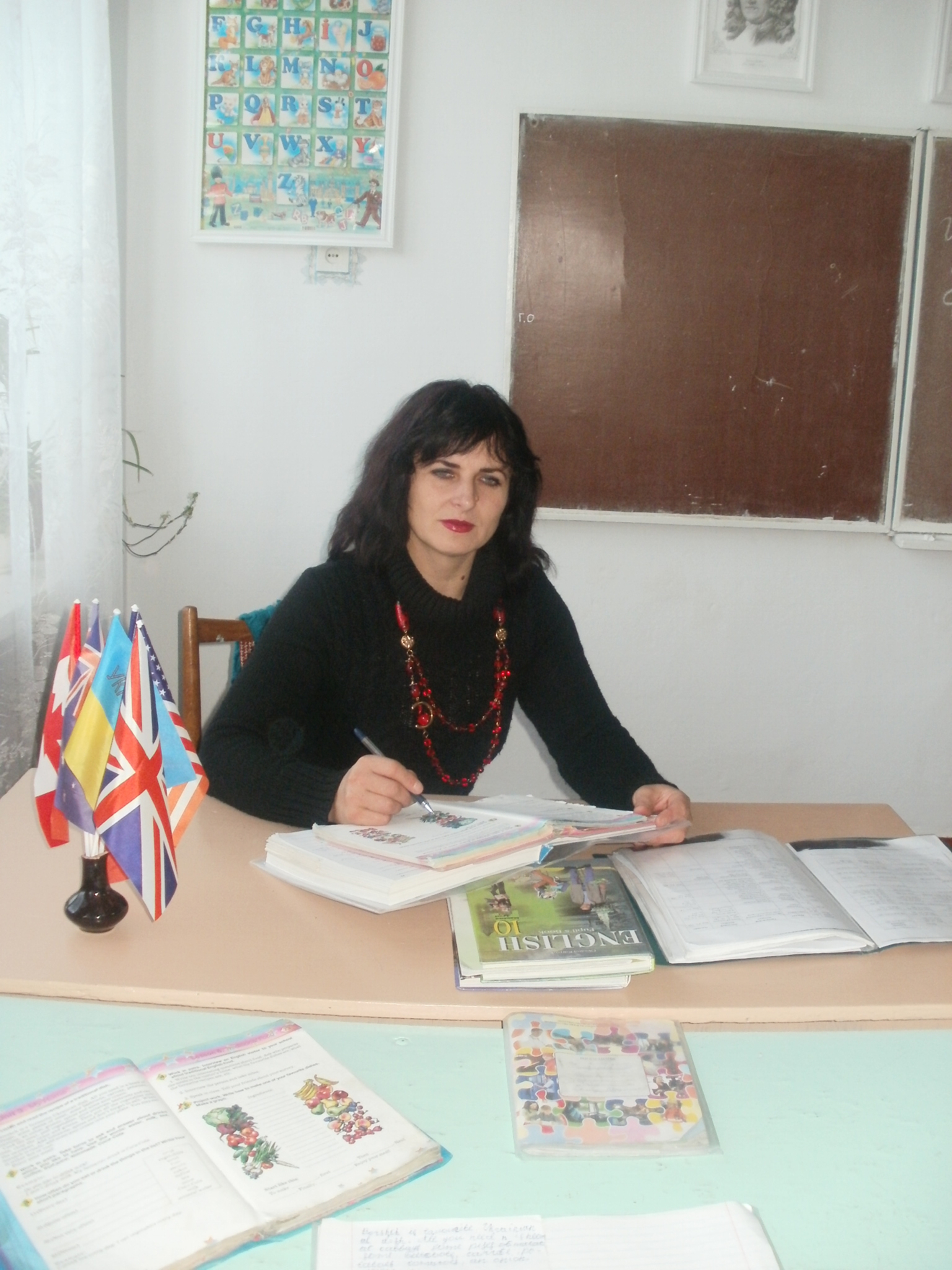
Іванова Г. О. вчитель англійської мови
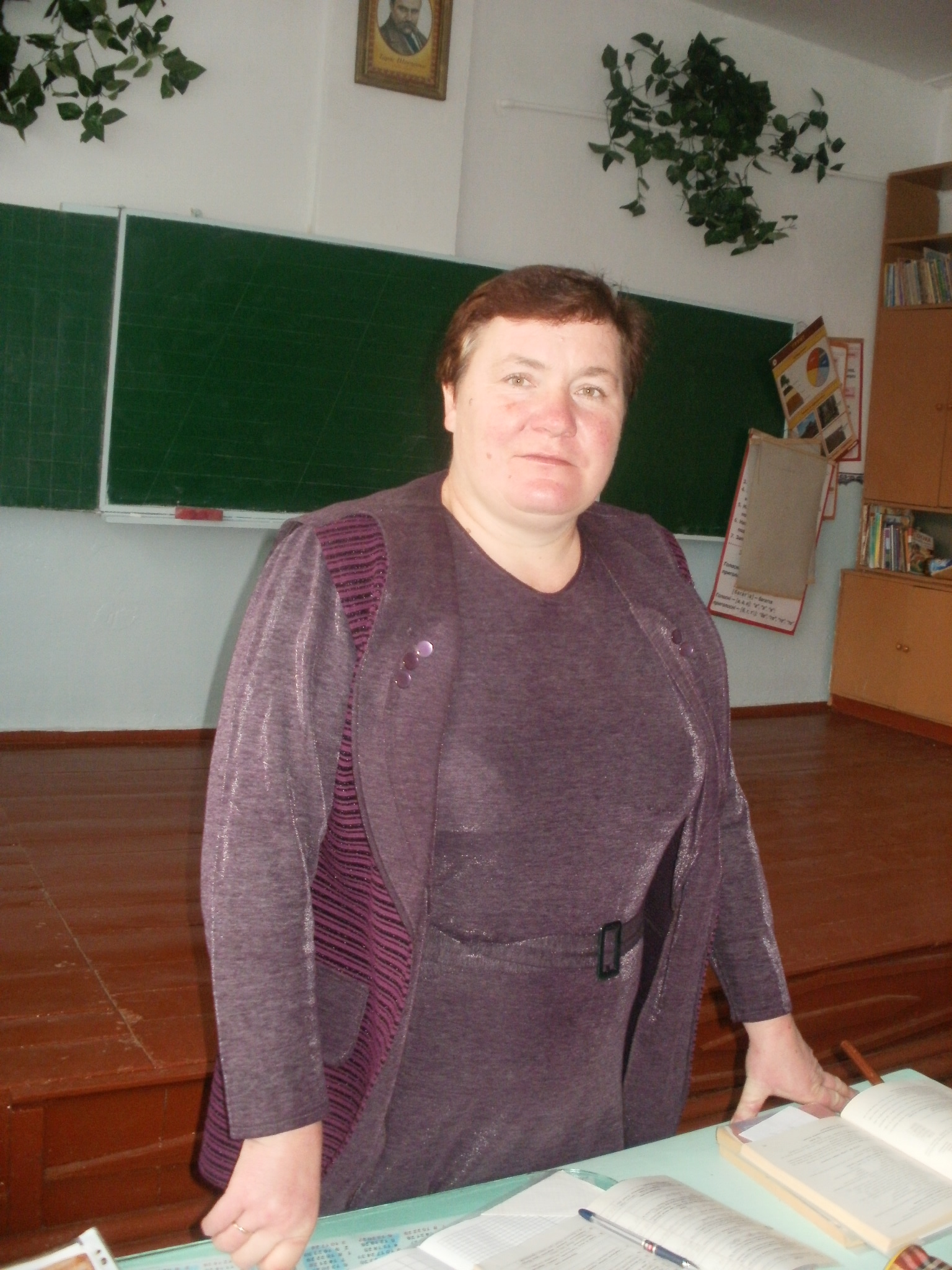
Герчук Р. П.вчитель початкових класів
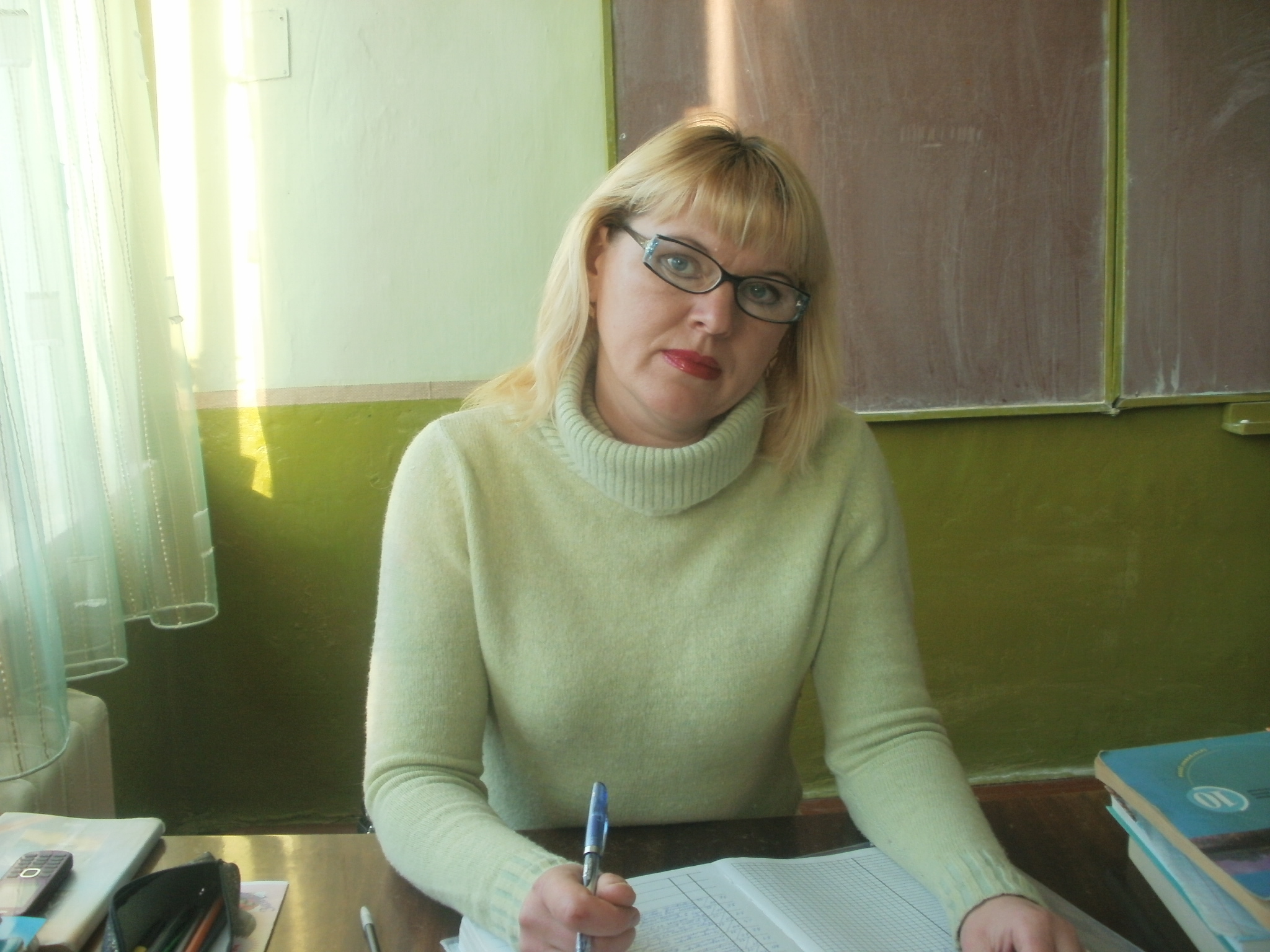
Трохимчук В. М. вчитель укр. мови та літератури
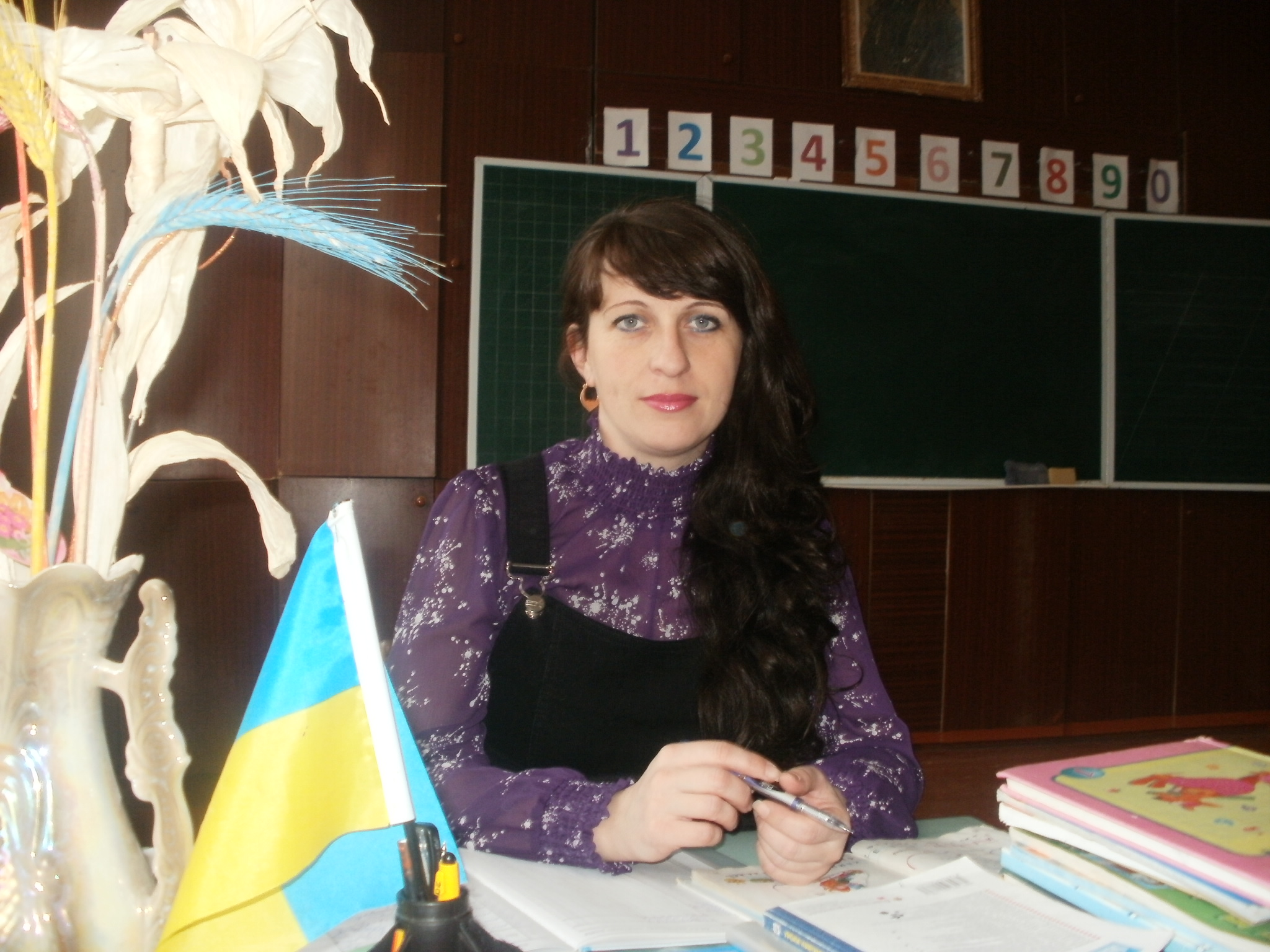
Шевчук Ю. І.вчитель початкових класів
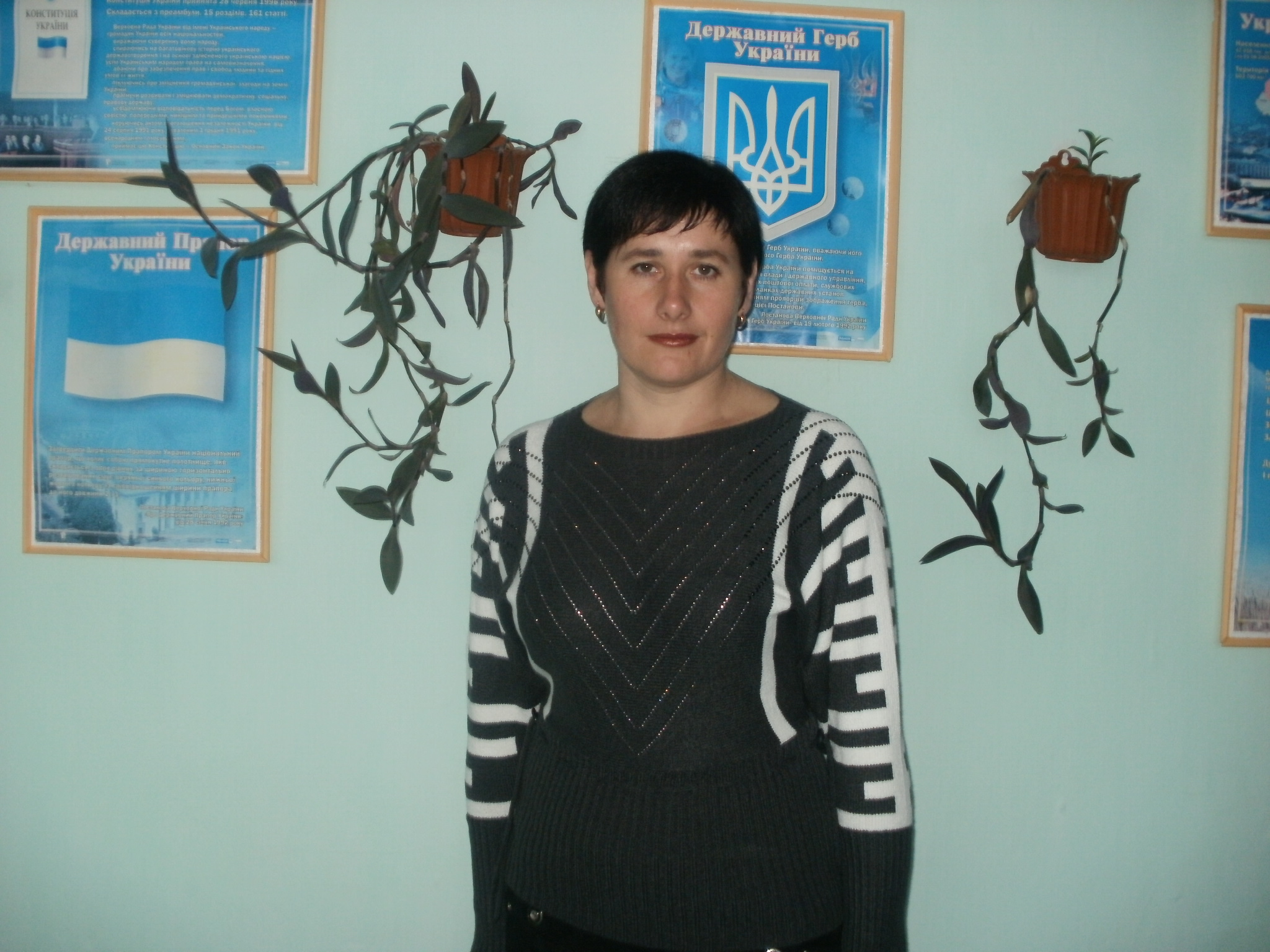
Тарадайка Т. Р. вчитель історії та правознавства